# Mariano Sanz de Santamaría
Mariano Sanz de Santamaría (Bogotá, 2 de noviembre de 1857-Bogotá, 14 de noviembre de 1915) fue un arquitecto y político colombiano, rector de la Escuela de Bellas Artes y autor de importantes proyectos como la Estación de la Sabana, el Teatro Municipal (actualmente conocido como Teatro Jorge Eliécer Gaitán) y una etapa del Capitolio Nacional de Colombia.

## Vida
Inició sus estudios en París y posteriormente concluyó su formación como arquitecto en la Universidad de Leipzig. Obtuvo el Premio de Roma y visitó muchas ciudades en Italia. Dominó 7 idiomas y como diplomático ejerció como cónsul de Colombia en Alemania. 
Regresó a Colombia en 1882 y fue nombrado Ministro de Obras Públicas. Diseñó y dirigió las obras de construcción del Teatro Municipal, inaugurado en 1890. Se desempeñó como arquitecto jefe de las obras del Capitolio Nacional de Colombia después de la renuncia de Pietro Cantini en 1908. Diseñó la Estación de la Sabana en 1913, pero no alcanzó a verla concluida.
Junto con Pietro Cantini y Gastón Lelarge fue una de las figuras más influyentes en la arquitectura de Colombia de fines de siglo XX.

## Obras
- Participación Capitolio Nacional de Colombia (Bogotá, Colombia)
- Estación de la Sabana (Bogotá, Colombia)
- Capilla del Cabrero (Cartagena de Indias, Colombia)
- Teatro municipal (Bogotá, Colombia) (Demolido)
- Bazar de la Veracruz (Bogotá, Colombia) (Demolido)
- Catedral de Manizales (Manizales, Colombia) (Demolido)
- Catedral de Sonsón (Sonsón, Colombia) (Demolido)

Entre otros proyectos.